# ニード・フォー・スピードII
『ニード・フォー・スピードII』（Need for Speed II）はEAカナダが開発し1997年7月3日エレクトロニック・アーツ・ビクターが発売したパソコン用レースゲーム。日本のプレイステーションではオーバードライビンIIというタイトルで発売された。

## 概要
このゲームはエンジン特性やコックピット形態を忠実に再現された当時最新のスーパーカーを使用して世界6カ国の公道サーキットでレースをするゲーム。
1997年当時では実車やコックピット視点でレースできるゲームとしてはめずらしかった。
カバーカーはフェラーリ・F50

### レースタイプ
- シングル - レースを一回行うモード。
- ノックアウト - 最下位でゴールした車が一台ずつ脱落して行く。レースを7回行って最後まで勝ち残る事が目標でプレイヤーが最下位になるとゲームオーバーとなる。
- トーナメント - 6つのコースをすべて1位でゴールする事が目的のモード。

## 登場車両
- McLaren F1
- Ferrari F50
- Lotus GT1
- Italdesign Cala
- Isdera Commendatore 112i
- Jaguar XJ220
- Ford GT90
- Lotus Esprit V8